# Hampshire County Cricket Club
Der Hampshire County Cricket Club repräsentiert die traditionelle Grafschaft Hampshire in den nationalen Meisterschaften im englischen Cricket.

## Geschichte

### Die Anfänge
Cricket wird in Hampshire seit dem Ende des 16. Jahrhunderts betrieben. Zunächst stach dabei der im 18. Jahrhundert aktive Hambledon Club heraus, dessen national bedeutende Rolle aber durch den neu gegründeten Marylebone Cricket Club übernommen wurde. Im 19. Jahrhundert nahm Hampshire zwar an Cricketmeisterschaften teil, spielte dabei jedoch kaum eine Rolle. Erst mit der Gründung des County Cricket Clubs 1863 sollte sich dieses ändern. Das erste First-Class Match wurde im Juli 1884 gegen Sussex ausgetragen. 1886 wurde der First-Class Status nach einer Reihe von Problemen wieder ab- und erst zu Beginn der Saison 1895 wieder zuerkannt. In den Folgejahren gelang es dem Team nicht über die hinteren Plätze der County Championship hinauszukommen. Erst kurz vor dem Ersten Weltkrieg gelang es in die obere Tabellenhälfte vorzudringen, jedoch war ein Sieg der Meisterschaft noch in weiter Ferne.

### Nach dem Ersten Weltkrieg

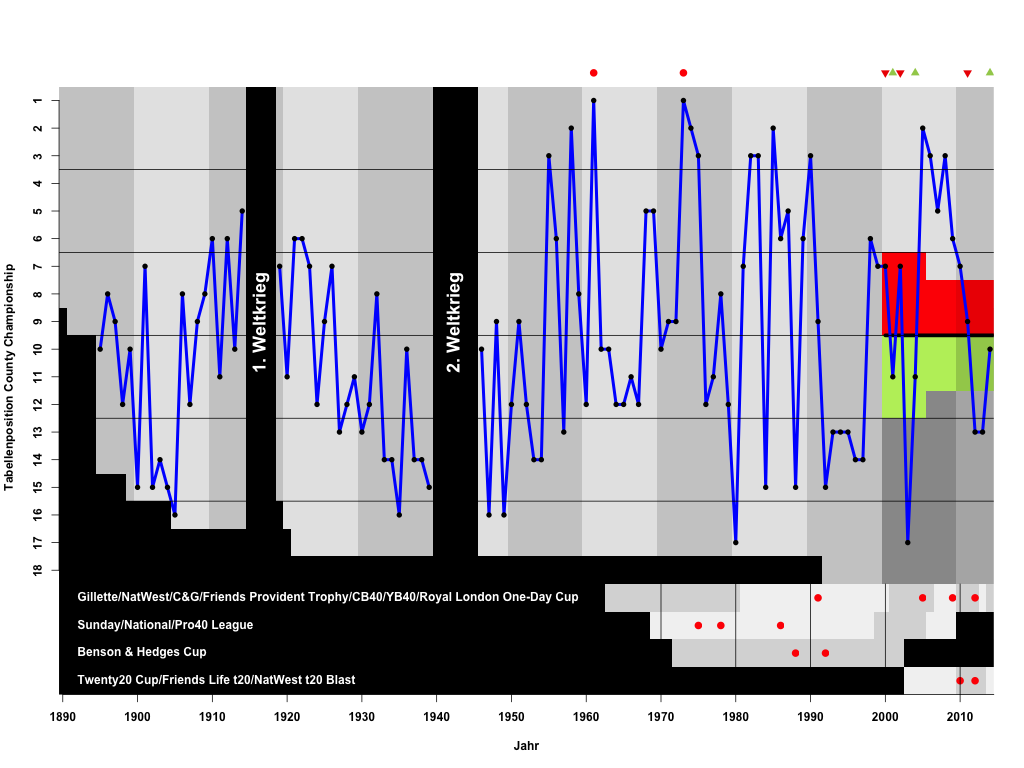
Performance des Hampshire County Cricket Club im First Class, One-Day und T20 Cricket in den nationalen englischen Wettbewerben.

Zunächst begann man dort, wo man vor dem Krieg aufgehört hatte, konnte das Niveau jedoch nicht halten. So war bis zum Zweiten Weltkrieg ein Abwärtstrend erkennbar. Herausragender Batsmen dieser Zeit war Phil Mead. Erst danach waren erste positive Anzeichen erkennbar. Bowler Derek Shackleton und Victor Cannings leiteten die Wende ein, es sollte aber bis 1955 dauern, bis dem Team ein dritter Platz gelang. Ab 1958 übernahm Colin Ingleby-Mackenzie die Kapitänsrolle und erzielte mit dem Team sogleich den zweiten Platz der County Meisterschaft. Schließlich, nach zwei enttäuschenden Saisons, holte die Mannschaft 1961 die erste County Championship.

### Der Weg zum zweiten Titel und zu One-Day Ruhm
Nach dieser Meisterschaft waren zunächst Rückschläge zu verzeichnen als das Team wieder ins Mittelfeld zurückfiel. Es sollte bis zu Beginn der 1970er Jahre dauern, bis das Team wieder Konkurrenzfähig wurde. Mit den west-indischen Spielern Gordon Greenidge, Andy Roberts und Barry Richards wurde das neue Jahrzehnt zu einer Goldenen Zeit für den Club. Zunächst gewann man 1973 die zweite County-Meisterschaft und auch in den beiden Folgejahren spielte man mit um die Meisterschaft. Die eingeführten One-Day Meisterschaften boten dem Team neue Möglichkeiten und so holten sie 1975 die Sunday League. Drei Jahre später, 1978, konnten sie dieses wiederholen, fielen jedoch in der County Championship gleichzeitig weit ab.

### One-Day und Twenty20 Titel
Erst im nächsten Jahrzehnt war die Mannschaft auch dort wieder in der oberen Tabellenhälfte dabei, es reichte jedoch zu keinem weiteren Titel. Diese gab es dafür im One-Day Bereich, wo ab 1986 mehrere Erfolge erzielt werden konnten. So gewann die Mannschaft die John Player Special League 1986 gefolgt von dem Gewinn des Benson & Hedges Cups 1988 und 1992. Die Folgezeit war geprägt von einer schweren Krise des Teams. In der County Meisterschaft war die Mannschaft in der zweiten Tabellenhälfte zu finden und auch One-Day Meisterschaften waren nicht mehr in Reichweite. Im Jahr 2000 übernahm Rod Bransgrove die Geschäfte im Verein und sorgte mit seinem finanziellen Engagement und dem Umzug in den Rose Bowl für eine neue Grundlage. Zunächst etablierte sich die Mannschaft im Mittelfeld der Mannschaften, so dass es mehrmals Ab- (2000, 2002) und wieder Aufstieg (2001, 2004). 2005 gelang dann dem Team mit dem Gewinn der C & G Trophy ein erneuter Gewinn eines One-Day Pokals. Dies konnte 2009 (nun FP Trophy) wiederholt werden. 2010 konnte der Twenty20-Cup errungen werden, was 2012 wiederholt wurde. Zwischenzeitlich stieg das Team im Jahr 2011 wieder in die zweite Division der County Meisterschaft ab, aus der ihr erst 2014 wieder der Aufstieg in die Erstklassigkeit gelang.

## Captains
Bisher haben insgesamt 27 Spieler als Kapitän für den Hampshire County Cricket Club fungiert.
| Nr. | Name                    | Zeitraum  |
| --- | ----------------------- | --------- |
| 1   | George Ede              | 1864–1869 |
| 2   | Clement Booth           | 1875–1878 |
| 3   | Arthur Wood             | 1879–1885 |
| 4   | Russell Bencraft        | 1880–1895 |
| 5   | Teddy Wynyard           | 1896–1899 |
| 6   | Charles Robson          | 1900–1902 |
| 7   | Edward Sprot            | 1903–1914 |
| 8   | Lionel Tennyson         | 1919–1933 |
| 9   | Geoffrey Lowndes        | 1934–1935 |
| 10  | Dick Moore              | 1936–1937 |
| 11  | Cecil Paris             | 1938      |
| 12  | George Taylor           | 1939      |
| 13  | Desmond Eagar           | 1946–1957 |
| 14  | Colin Ingleby-Mackenzie | 1958–1965 |
| 15  | Roy Marshall            | 1966–1970 |
| 16  | Richard Gilliat         | 1971–1978 |
| 17  | Bob Stephenson          | 1979      |
| 18  | Nick Pocock             | 1980–1984 |
| 19  | Mark Nicholas           | 1985–1995 |
| 20  | John Stephenson         | 1996–1997 |
| 21  | Robin Smith             | 1998–2002 |
| 22  | John Crawley            | 2003      |
| 23  | Shane Warne             | 2004–2007 |
| 24  | Dimitri Mascarenhas     | 2008–2009 |
| 25  | Dominic Cork            | 2010–2011 |
| 26  | Jimmy Adams             | 2012–2015 |
| 27  | James Vince             | 2015–     |

## Stadien
Das heute einzig verwendete Heimstadion ist der zwischen 1997 und 2001 errichtete Rose Bowl in Southampton. Zuvor, heute jedoch nur selten, wurden zahlreiche Spielplätze im gesamten County genutzt, so zum Beispiel der County Ground (Southampton), United Services Recreation Ground (Portsmouth), Dean Park (Bournemouth) und May’s Bounty (Basingstoke).

## Erfolge

### County Cricket
Gewinn der County Championship (2): 1961, 1973
Gewinn der zweiten Division (1): 2014

### One-Day Cricket
Gilette/NatWest/C&G Trophy/FP Trophy (1963–2009) (3): 1991, 2005, 2009
Sunday/National/Pro40 League (1969–2009) (3): 1975, 1978, 1986
Benson & Hedges Cup (1972–2002) (2): 1988, 1992
ECB 40/Clydesdale Bank/Yorkshire Bank 40 (2010–2013) (1): 212
Royal London One-Day Cup (2014–heute) (0): -

### Twenty20
Twenty20 Cup/Friends Life t20/NatWest t20 Blast (2): 2010, 2012

## Statistiken

### Runs
Die meisten Runs im First-Class Cricket wurden von den folgenden Spielern erzielt:
| Spieler       | Spielzeiten | Runs   |
| ------------- | ----------- | ------ |
| Phil Mead     | 1905–1936   | 48.892 |
| Roy Marshall  | 1953–1972   | 30.303 |
| George Brown  | 1908–1933   | 22.962 |
| Jimmy Gray    | 1948–1966   | 22.450 |
| Johnny Arnold | 1929–1954   | 21.596 |

### Wickets
Die meisten Wickets im First-Class Cricket wurden von den folgenden Spielern erzielt:
| Spieler          | Spielzeiten | Runs  |
| ---------------- | ----------- | ----- |
| Derek Shackleton | 1948–1969   | 2.669 |
| Alex Kennedy     | 1907–1936   | 2.549 |
| Jack Newman      | 1906–1930   | 1.946 |
| Stuart Boyes     | 1921–1939   | 1.415 |
| Peter Sainsbury  | 1954–1976   | 1.245 |